# Staff Sergeant
Staff Sergeant ist ein militärischer Dienstgrad in der Unteroffizierslaufbahn englischsprachiger Streitkräfte.

## Commonwealth

### British Army

Rangabzeichen des Staff Sergeants in der British Army

Der Staff Sergeant der British Army (Abkürzung SSgt) hat den NATO-Rangcode OR-7 und ist der vierte Unteroffiziersrang („non-commissioned officer“) der British Army. Die übliche Anrede ist „Staff Sergeant“ oder kurz „Staff“, aber niemals „Sergeant“, da diese Anrede zu einem niedrigeren Rang gehört.
Innerhalb der British Army gibt es für diesen Dienstgrad zusätzliche Bezeichnungen:
- Bei den Royal Marines und in den Infanterieregimentern der British Army lautet der Dienstgrad Colour Sergeant. Dieser wird ebenfalls mit dem vollen Dienstgrad oder kurz mit „Colour“ (bzw. „Colours“ bei den Royal Marines) angesprochen, jedoch ebenfalls niemals als „Sergeant“.
- Bei den zwei Regimentern der Household Cavalry lautet der Dienstgrad „Staff Corporal“, dieser wird von Ranghöheren mit „Corporal-Major“ und von Untergebenen mit „Sir“ angesprochen.

Bei der Bundeswehr entspricht dieser Rang dem Hauptfeldwebel, im Österreichischen Bundesheer in etwa dem Stabswachtmeister.
| Dienstgrad          |                |                                |
| niedriger: Sergeant | Staff Sergeant | höher: Warrant Officer class 2 |

### Australien
Die Australian Army kennt ebenfalls den Dienstgrad des Staff Sergeants (Abkürzung SSGT), dieser läuft aber derzeit aus. Dienstgrade und Anreden sind identisch mit denen der Britischen Armee.

### Singapur

Rangabzeichen des Staff Sergeants in den Singapore Armed Forces

Der Staff Sergeant der Singapore Armed Forces (Abkürzung SSG) hat den NATO-Rangcode OR-8, ist aber ebenfalls der vierte Unteroffiziersrang („Specialist Ranks“) der Streitkräfte Singapurs. Wie in allen Armeen des Commonwealth ist die übliche Anrede „Staff Sergeant“ oder kurz „Staff“, aber niemals „Sergeant“, da diese Anrede zu einem niedrigeren Rang gehört.
Bei der Bundeswehr entspricht dieser Rang dem Stabsfeldwebel, im Österreichischen Bundesheer dem Offiziersstellvertreter.
| Dienstgrad                |                |                        |
| niedriger: First Sergeant | Staff Sergeant | höher: Master Sergeant |

## Vereinigte Staaten

### U.S. Army

Rangabzeichen des Staff Sergeants in der U.S. Army

Der Staff Sergeant der United States Army (Abkürzung SSG) hat den NATO-Rangcode OR-6. Die übliche Anrede ist „Sergeant“.
Er ist der dritte Unteroffiziersrang („non-commissioned officer“) der Army.
Bei der Bundeswehr teilen sich Feldwebel und Oberfeldwebel diese Rangstufe, während im Österreichischen Bundesheer der Oberwachtmeister diese Position einnimmt.
| Dienstgrad          |                |                             |
| niedriger: Sergeant | Staff Sergeant | höher: Sergeant First Class |

### U.S. Air Force

Rangabzeichen des Staff Sergeants in der U.S. Air Force

Der Staff Sergeant der United States Air Force (Abkürzung SSgt) hat dagegen den NATO-Rangcode OR-5. Die übliche Anrede ist „Sergeant“.
Er ist der erste Unteroffiziersrang („non-commissioned officer“) der Air Force.
Bei der Bundeswehr und auch im Österreichischen Bundesheer teilen sich jeweils zwei Dienstgrade diese Rangstufe; in der Bundeswehr sind dies die Dienstgrade  Unteroffizier und Stabsunteroffizier, und im Bundesheer die Dienstgrade Wachtmeister und Oberwachtmeister.
| Dienstgrad               |                |                           |
| niedriger: Senior Airman | Staff Sergeant | höher: Technical Sergeant |

### U.S. Marine Corps

Rangabzeichen des Staff Sergeants im U.S. Marine Corps

Der Staff Sergeant des United States Marine Corps (Abkürzung SSgt) hat wiederum den NATO-Rangcode OR-6. Die übliche Anrede ist „Staff Sergeant“.
Er ist der dritte Unteroffiziersrang („non-commissioned officer“) des Marine Corps.
Wie der Staff Sergeant der Army entspricht er dem Feldwebel/Oberfeldwebel bzw. dem Stabswachtmeister.
| Dienstgrad          |                |                         |
| niedriger: Sergeant | Staff Sergeant | höher: Gunnery Sergeant |